# 景崧
景崧，河南商城人，是一名清朝政治人物。
景崧曾于1908年接替李超琼任上海县知县一职，1909年由李修梅接任。